# Rik de Voest
Rik de Voest (* 5. června 1980 v Miláně, Itálie) je současný jihoafrický profesionální tenista.
 Ve své dosavadní kariéře zatím vyhrál 2 turnaje ATP ve čtyřhře.

## Finálové účasti na turnajích ATP (3)

### Čtyřhra - výhry (1)
| Legenda                                                       |
| ATP International Series Gold / ATP World Tour 500 Series (1) |
| ATP International Series / ATP World Tour 250 Series (1)      |

| Č. | Datum         | Turnaj       | Povrch | Partner          | Soupeři ve finále            | Výsledek        |
| 1. | 16. září 2007 | Peking, Čína | tvrdý  | Ashley Fisher    | Chris Haggard Jen-sun Lu     | 6-73, 6-0, 10-6 |
| 2. | 28. únor 2009 | Dubaj, SAE   | tvrdý  | Dmitrij Tursunov | Martin Damm Robert Lindstedt | 4-6, 6-3, 10-5  |

### Čtyřhra - prohry (1)
| Legenda                                                       |
| ATP International Series Gold / ATP World Tour 500 Series (0) |
| ATP International Series / ATP World Tour 250 Series (1)      |

| Č. | Datum        | Turnaj            | Povrch | Partner       | Vítězové                    | Výsledek         |
| 1. | 8. únor 2009 | Johannesburg, JAR | tvrdý  | Ashley Fisher | Dick Norman James Cerretani | 6-77, 6-2, 14-12 |

## Davisův pohár
Rik de Voest se zúčastnil 14 zápasů v Davisově poháru  za tým Jihoafrické republiky s bilancí 12-6 ve dvouhře a 5-0 ve čtyřhře.